# Mary R. Calvert
Mary Ross Calvert (20 de junio de 1884 - 25 de junio de 1974) fue una computadora astronómica y astrofotógrafa estadounidense. 
En 1905, comenzó a trabajar en el Observatorio Yerkes, como asistente y computadora de su tío, el astrónomo Edward Emerson Barnard (1857–1923), quien también fue profesor de astronomía en la Universidad de Chicago y el descubridor de la estrella de Barnard. 
En 1923, cuando Barnard murió, se convirtió en curadora de la colección de placas fotográficas de Yerkes y en una asistente de alto nivel, hasta su jubilación en 1946. 
El trabajo de Barnard Un Atlas fotográfico de regiones seleccionadas de la Vía Láctea se completó después de su muerte en 1923 por Edwin B. Frost, director del Observatorio Yerkes y Calvert, y se publicó en dos volúmenes en 1927. Solo se imprimieron 700 copias, haciendo de la edición original un artículo de coleccionista. El Compendio de Astronomía lo llama un "trabajo seminal".
Falleció en Nashville en 1974.

## Publicaciones
- Atlas of the Northern Milky Way (con Frank Elmore Ross), University of Chicago Press (1934)